# دون ماكفيرسون
دون ماكفيرسون (بالإنجليزية: Don McPherson)‏ هو لاعب كرة قدم أمريكية ولاعب كرة القدم الكندية أمريكي، ولد في 2 أبريل 1965 في بروكلين في الولايات المتحدة.

## وصلات خارجية
- دون ماكفيرسون على موقع كلية كرة القدم في سبورتس رفرنس.كوم (الإنجليزية)